# Torrione Poncarali
Il Torrione Poncarali (o del Taddeo) faceva parte un tempo delle mura difensive di Castel Goffredo, in provincia di Mantova. 

Stemma della famiglia Poncarale

## Storia e descrizione
All'inizio del Quattrocento, sotto il marchesato di Alessandro Gonzaga, il primo nucleo abitato costruito a ridosso di "Castelvecchio" fu circondato da un secondo ordine di mura. Tutto attorno alle mura si estendeva un fossato originato dal corso dei torrenti Fuga e Tartarello.

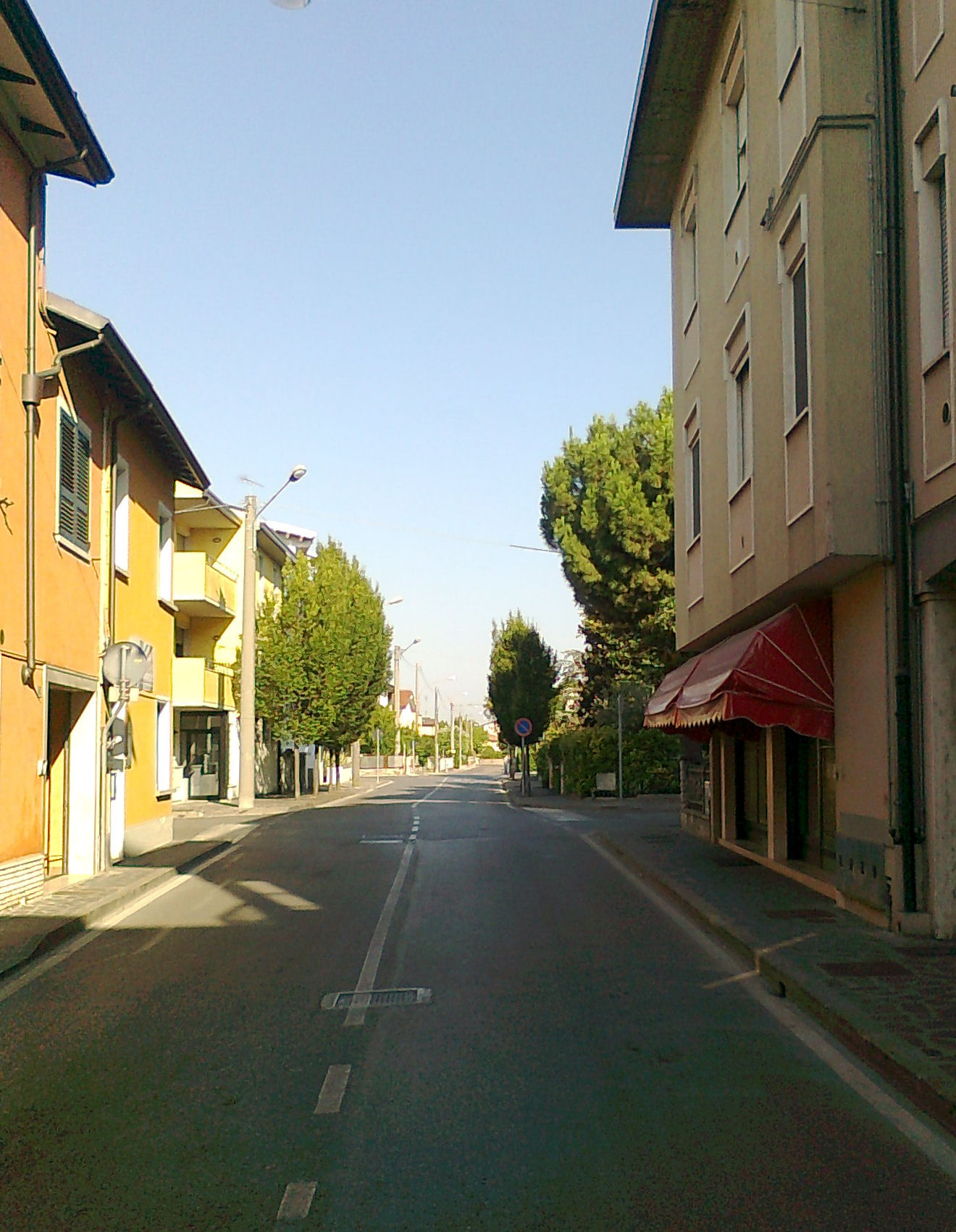
L'attuale via Poncarali. All'incrocio con via Montello era situato il Torrione Poncarali

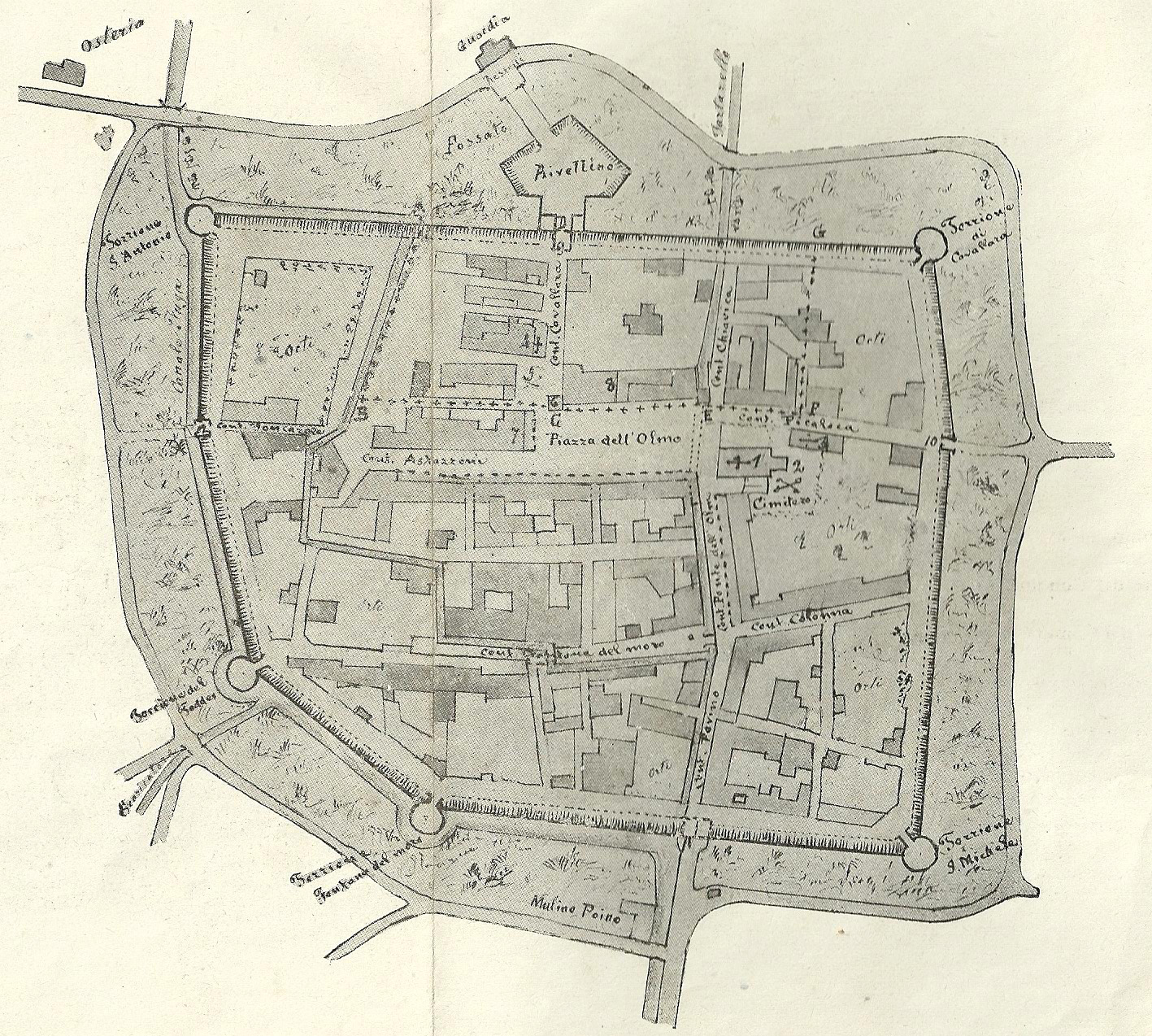
La città fortezza di Castel Goffredo all'inizio del Cinquecento

Nella città fortezza vi erano sette torrioni difensivi ad arco circolare così chiamati:
- Torrione Cavallara, a nord-est
- Torrione di San Giovanni, a est
- Torrione di San Michele, a sud-est
- Torrione Fontana del Moro, a sud
- Torrione dei Disciplini (o di San Matteo), a sud-ovest
- Torrione Poncarali (o del Taddeo), a ovest
- Torrione di Sant'Antonio, a nord-ovest

Faceva parte delle opere di difesa quattrocentesche anche il rivellino, abbattuto nel 1757.
Nel 1817 prese avvio la demolizione della seconda cinta muraria che progressivamente venne conclusa nel 1920.
Il torrione prese il nome dalla nobile famiglia bresciana dei Poncarale che, nel XIV e XV secolo, deteneva larghi possedimenti a Castel Goffredo ed essi diedero il nome ad uno dei cinque quartieri, borgo Poncarale, in cui era suddiviso il paese e ad una contrada, Contrada Poncarali.

### Altre fonti
- 1999 – Immagina. Castel Goffredo: l'evoluzione di un territorio, CD-ROM, a cura del Comune di Castel Goffredo